# Iglesia de San Judas Tadeo (Curaco de Vélez)
La Iglesia San Judas Tedeo es un templo católico ubicado frente a la plaza de la comuna chilena de Curaco de Vélez, en la Isla Quinchao del archipiélago de Chiloé.
Pese a no ser una de las dieciséis iglesias de Chiloé consideradas Patrimonio de la Humanidad por la Unesco, su versión original, destruida por un incendio el 26 de febrero de 1971, se encontraba en trámite para ser declarada monumento histórico nacional, lo que se consiguió igualmente el 26 de julio de 1971, durante el gobierno de Salvador Allende.
Su fiesta patronal, dedicada a Judas Tadeo, es el 28 de octubre.

## Arquitectura

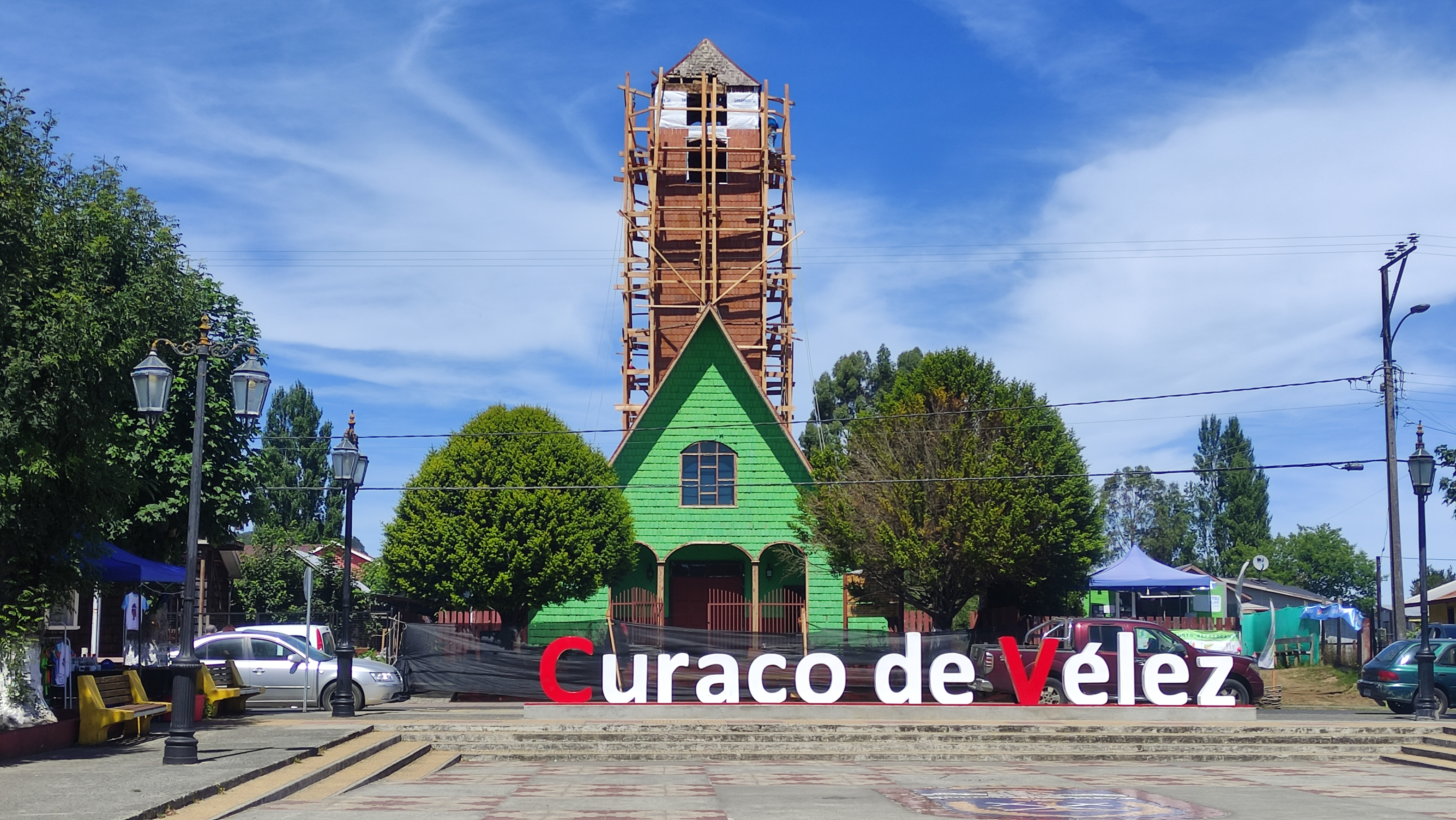
Restauración de la iglesia en 2024

La iglesia actual fue construida con madera nativa de alerce, roble y ciprés, siguiendo las bases de la Escuela chilota de arquitectura religiosa en madera. Posee forma de «A», sus muros están cubiertos de tejuela, con una fachada de tres arcos de medio punto y un campanario de líneas rectas, coronado con una cruz. Su planta rectangular de una única nave, tiene piso de madera y cielo con vigas a visibles. En su altar mayor se sitúan las imágenes de Judas Tadeo, la Inmaculada Concepción y el Sagrado Corazón de Jesús.